# Valle del Lontué
Valle del Lontué es una denominación de origen chilena para vinos procedentes de la zona vitícola homónima que se ajusten a los requisitos establecidos por el Decreto de Agricultura n.º 464 de 14 de diciembre de 1994, que establece la zonificación vitícola del país y fija las normas para su utilización como denominaciones de origen.
El Valle del Lontué se encuadra dentro de la subregión vitícola del Valle de Curicó y comprende las comunas de Curicó, Molina y Sagrada Familia de la provincia administrativa Curicó y la comuna de Río Claro de la provincia administrativa de Talca, distinguiéndose dentro de él las áreas vitícolas de Molina y Sagrada Familia.